# Jeff Bridges
Jeff Bridges, właśc. Jeffrey Leon Bridges (ur. 4 grudnia 1949 w Los Angeles) – amerykański aktor i producent filmowy, piosenkarz, muzyk, fotograf, autor tekstów piosenek, artysta malarz, laureat Oscara za pierwszoplanową rolę w filmie Szalone serce.
W 1994 otrzymał własną gwiazdę w Alei Gwiazd w Los Angeles znajdującą się przy 7065 Hollywood Boulevard.

## Życiorys

### Wczesne lata
Urodził się w Los Angeles jako trzecie z czworga dzieci pary aktorskiej – Dorothy Dean Bridges (z domu Simpson; 1915–2009) i Lloyda Verneta Bridgesa Jr. (1913-1998). Wychowywał się w Hollywood, miał dwóch starszych braci – Beau (ur. 9 grudnia 1941) i Gary’ego (ur. 1947, zm. 1947 – śmierć łóżeczkowa) i młodszą siostrę Lucindę (ur. 1954). Jako trzymiesięczne niemowlę pojawił się na planie filmowym w ramionach aktorki Jane Greer na stacji kolejowej w dramacie Przedsiębiorstwo ona utrzymuje (The Company She Keeps, 1951). Mając osiem lat wystąpił u boku swojego ojca w dwóch odcinkach serialu Ziv TV Morskie polowanie (Sea Hunt, 1958). Będąc jeszcze w szkole podstawowej jako 14-latek odbył razem z ojcem tournée po Stanach Zjednoczonych ze spektaklem Rocznicowy walc (Anniversary Waltz). Po ukończeniu Palisades High School w Pacific Palisades i University High School w Los Angeles, służył przez siedem lat w Amerykańskiej Straży Przybrzeżnej.

### Kariera
Jako utalentowany gitarzysta początkowo myślał o karierze muzyka, do aktorstwa przekonał go w końcu ojciec. Uczęszczał na kurs aktorski w Herbert Berghof Studio w Nowym Jorku i odbył praktykę sceniczną, zanim wrócił na duży ekran w dreszczowcu Trzecie oko (The Yin and the Yang of Mr. Go, 1970) i dramacie Sale gniewu (Halls of Anger, 1970).
Był pięciokrotnie nominowany do nagrody Oscara; jako wrażliwy, nękany problemami dorastania Duane Jackson z małego miasteczka w dramacie Petera Bogdanovicha Ostatni seans filmowy (The Last Picture Show, 1971), za drugoplanową rolę ‘Lekkiej Stopy’ w sensacyjno-przygodowej komedii kryminalnej Michaela Cimino Piorun i Lekka Stopa (Thunderbolt and Lightfoot, 1974) u boku Clinta Eastwooda, uhonorowany nagrodą Saturna za kreację gwiezdnego przybysza, który przybrał postać ludzką w melodramacie sci-fi Johna Carpentera Gwiezdny przybysz (Starman, 1984), jako prezydent Jackson Evans w dreszczowcu Ukryta prawda (The Contender, 2000) i rola piosenkarza country Otis “Bad” Blake w dramacie Szalone serce (Crazy Heart, 2010). Za tę rolę otrzymał Nagrodę Akademii.
Chociaż często obsadzany był w rolach buntujących się ludzi, to jednak pozornie silny ekranowy wizerunek aktora był jednocześnie nieco zwodniczy; występował bowiem w filmach bardzo nietypowych, są wśród nich dzieła artystyczne, które w Stanach Zjednoczonych nie zdobyły sobie popularności, Zachłanne miasto (Fat City, 1972), Ostatni amerykański bohater (The Last American Hero, 1973), Niedosyt (Stay Hungry, 1976) czy udziwniony Sposób Cuttera (Cutter’s Way, 1981). Są także szeroko reklamowane superfilmy, które poniosły spektakularne klęski kasowe, jak choćby King Kong (1976), western Wrota niebios (Heaven’s Gate, 1980) Michaela Cimino czy sci-fi Tron (1982). Na uwagę zasługuje postać reportera radiowego, który pod maską cynizmu skrywa wielkie uczucie w melodramacie The Fisher King (1991), za którą zdobył nominację do nagrody Złotego Globu. Za rolę zwolnionego z więzienia złodzieja kuszonego przez dawnego wspólnika proponującego mu udział w skoku, który usiłuje stworzyć synowi (Edward Furlong) normalny dom w dramacie kryminalnym Serce Ameryki (American Heart, 1992) odebrał Independent Spirit Awards na festiwalu filmów niezależnych w Santa Monica. Zachwycił także rolą lirycznego i gwałtownego, naiwnego i cudownie ujmującego wziętego architekta z San Francisco, przeżywającego katastrofę samolotową, po której doznaje swoistej iluminacji w intrygującym filmie Petera Weira Bez lęku (Fearless, 1993). Za rolę psychopatycznego nauczyciela chemii Barneya Cousinsa w dreszczowcu psychologicznym Zaginiona bez śladu (The Vanishing, 1993) był nominowany do Nagrody Saturna w kategorii najlepszy aktor.
28 stycznia 2015 ukazała się jego płyta „Sleeping Tapes”.

## Życie prywatne
Spotykał się z aktorką Candy Clark (1972–1973), poznaną na planie filmu Zachłanne miasto (1972), Valerie Perrine (1973), Cybill Shepherd (1973-74) i Farrah Fawcett (1977).
W 1975 roku podczas kręcenia zdjęć do filmu Rancho Deluxe poznał swoją przyszłą żonę, Susan Geston, pracującą jako pokojówka na rancho. W dniu 5 czerwca 1977 roku wzięli ślub. Mają trzy córki: Isabelle Annie (ur. 6 sierpnia 1981), Jessicę Lily „Jessie” (ur. 14 czerwca 1983) i Hayley Roselouise (ur. 17 października 1985) i ze związku jego córki Isabelle, wnuczkę Grace (ur. 31 marca 2011).

## Dodatkowe informacje
- Jego postać w Gwiezdnym przybyszu (1984) jest jedyną kreacją nieczłowieka nominowaną do Oscara[24].
- Mierzy 185 cm wzrostu[25].
- Dwukrotnie spotkał się na planie filmowym z Kim Basinger (w komediach: Nadine (1987) i Drzwi w podłodze (The Door in the Floor, 2004)), Sharon Stone (w komedii Muza (The Muse, 1999) i dramacie Simpatico (1999)) i Farrah Fawcett (w komedii Ktoś zabił jej męża (Somebody Killed Her Husband, 1978) i melodramacie Alana J. Pakuli Do zobaczenia rano (See You in the Morning, 1989))
- Był brany pod uwagę do roli Quaida w filmie Pamięć absolutna (1990), którą ostatecznie zagrał Arnold Schwarzenegger[26][27][28].
- 7 razy grał bohatera o imieniu „Jack”, 4 razy wystąpił w roli „Jacksona”[29].

## Filmy fabularne
- 1951: The Company She Keeps jako niemowlę na stacji kolejowej[30]
- 1969: Silent Night, Lonely Night jako młody John
- 1970: The Yin and Yang of Mr. Go jako Nero Finnighan
- 1970: Halls of Anger jako Doug
- 1971: Ostatni seans filmowy (The Last Picture Show) jako Duane Jackson
- 1971: In Search of America jako Mike Olson
- 1972: Zachłanne miasto (Fat City) jako Ernie
- 1972: Banda (Bad Company) jako Jake Rumsey
- 1973: Ostatni amerykański bohater[31] jako Elroy Jackson Jr.
- 1973: Przyjdzie na pewno (The Iceman Cometh) jako Don Parritt
- 1973: Lolly-Madonna XXX jako Zack Feather
- 1974: Piorun i Lekka Stopa (Thunderbolt and Lightfoot) jako Lekka Stopa
- 1975: Rancho Deluxe jako Jack McKee
- 1975: Hollywoodzki kowboj (Hearts of the West) jako Lewis Tater
- 1976: Niedosyt (Stay Hungry) jako Craig Blake
- 1976: King Kong jako Jack Prescott
- 1978: Somebody Killed Her Husband jako Jerry Green
- 1979: Zimowe zabójstwa (Winter Kills) jako Nick Kegan
- 1980: The American Success Company jako Harry
- 1980: Wrota niebios (Heaven’s Gate) jako John L. Bridges
- 1981: Sposób Cuttera (Cutter’s Way) jako Richard Bone
- 1981: The Girls in Their Summer Dresses... jako Michael Loomis
- 1982: TRON jako Kevin Flynn / Clu
- 1982: Ostatni jednorożec (The Last Unicorn) jako Książę Lir (głos)
- 1982: Pocałuj mnie na do widzenia (Kiss Me Goodbye) jako Rupert Baines
- 1984: Gwiezdny przybysz (Starman) jako Człowiek z gwiazd
- 1984: Przeciw wszystkim (Against All Odds) jako Terry Brogan
- 1985: Zębate ostrze (Jagged Edge) jako Jack Forrester
- 1986: The Thanksgiving Promise jako Sąsiad (niewymieniony w czołówce)
- 1986: Nazajutrz (The Morning After) jako Turner Kendall
- 1986: 8 milionów sposobów, aby umrzeć[32] jako Matthew ‘Matt’ Scudder
- 1987: Nadine jako Vernon Hightower
- 1988: Tucker. Konstruktor marzeń[33] jako Preston Thomas Tucker
- 1989: Wspaniali bracia Baker (The Fabulous Baker Boys) jako Jack Baker
- 1989: Do zobaczenia rano (See You in the Morning) jako Larry Livingstone
- 1989: Strach ma wielkie oczy (Cold Feet) jako Barman[34]
- 1990: Texasville jako Duane Jackson
- 1991: Fisher King (The Fisher King) jako Jack Lucas
- 1992: Serce Ameryki (American Heart) jako Jack Kelson
- 1993: Zaginiona bez śladu (The Vanishing) jako Barney Cousins
- 1993: Bez lęku (Fearless) jako Max Klein
- 1994: Eksplozja (Blown Away) jako Jimmy Dove/Liam McGivney
- 1995: Dziki Bill (Wild Bill) jako James Buttler „Dziki Bill” Hickok
- 1996: Miłość ma dwie twarze (The Mirror Has Two Faces) jako Gregory Larkin
- 1996: Sztorm (White Squall) jako kapitan Christopher „Skipper” Sheldon
- 1996: Pod wiatr (Hidden in America) jako Vincent
- 1998: Big Lebowski (The Big Lebowski) jako Jeffrey Lebowski – The Dude[35]
- 1999: Muza (The Muse) jako Jack Warrick
- 1999: Simpatico jako Lyle Carter
- 1999: Arlington Road jako Michael Faraday
- 2000: Ukryta prawda (The Contender) jako Prezydent Jackson Evans
- 2001: Sceny zbrodni (Scenes of the Crime) jako Jimmy Berg
- 2001: K-PAX jako dr Mark Powell
- 2003: Niepokonany Seabiscuit (Seabiscuit) jako Charles Howard
- 2003: Jeźdźcy Apokalipsy (Masked and Anonymous) jako Tom Friend
- 2004: Drzwi w podłodze (The Door in the Floor) jako Ted Cole
- 2005: Kraina traw (Tideland) jako Noah
- 2005: Amatorski projekt (The Moguls) jako Andy Sargentee
- 2006: Spadaj! (Stick It) jako Burt Vickerman
- 2007: Na fali (Surf’s Up) jako Zeke ‘Big Z’ Topanga / ‘Geek’ (głos)
- 2008: Jak stracić przyjaciół i zrazić do siebie ludzi[36] jako Clayton Harding
- 2008: Iron Man jako Obadiah Stane
- 2009: Szalone serce (Crazy Heart) jako Bad Blake
- 2009: Człowiek, który gapił się na kozy[37] jako Bill Django
- 2009: The Open Road jako Kyle
- 2009: Rok pod psem (A Dog Year) jako Jon Katz
- 2010: Tron: Dziedzictwo (Tron: Legacy) jako Kevin Flynn
- 2010: Prawdziwe męstwo (True Grit) jako szeryf Reuben J. Cogburn
- 2011: Pablo jako narrator / profesor
- 2013: R.I.P.D. jako Roy (Roicephus Pulsiphser)
- 2014: Dawca pamięci (The Giver) jako Dawca
- 2014: Siódmy syn (Seven Son) jako mistrz Gregory/stracharz
- 2016: Aż do piekła (Hell or High Water) jako szeryf Marcus Hamilton
- 2017: Kingsman. Złoty krąg jako Head of Statesman
- 2017: Tylko dla odważnych (Only the Brave) jako Duane Steinbrink
- 2018: Źle się dzieje w El Royale (Bad Times at the El Royale) jako Daniel Flynn
- 2025: Tron: Ares jako Kevin Flynn

## Seriale telewizyjne
- 1958: Sea Hunt jako Davy Crane
- 1962–1963: The Lloyd Bridges Show jako Dave Melkin
- 1965: The Loner jako Bud Windom
- 1969: The F.B.I. jako Terry Shelton
- 1970: The Most Deadly Game jako Hawk
- 1983: Faerie Tale Theatre jako Claude / Książę
- 2022: Stary Człowiek (The Old Man) jako Dan Chase.

## Producent
- 1992: Serce Ameryki (American Heart)
- 1996: Pod wiatr (Hidden in America, producent wykonawczy)
- 2009: Szalone serce (Crazy Heart, producent wykonawczy)

## Albumy studyjne, singiel, wideoklip
| Tytuł albumu   | Informacje                                                                       | Pozycja na liście  | Pozycja na liście | Pozycja na liście | Pozycja na liście | Tytuł singla i wiedoklipu, rok            | Reżyser wideoklipu |
| Tytuł albumu   | Informacje                                                                       | Albumy Top Country | US                | Albumy folkowe    | Albumy Top Rock   |                                           |                    |
| -------------- | -------------------------------------------------------------------------------- | ------------------ | ----------------- | ----------------- | ----------------- | ----------------------------------------- | ------------------ |
| Be Here Soon   | - data wydania: 1 stycznia 2000 - wydawnictwo: Ramp Records - CD                 | –                  | –                 | –                 | –                 |                                           |                    |
| Jeff Bridges   | - data wydania: 16 sierpnia 2011 - wydawnictwo: Blue Note Records - CD, download | 10                 | 25                | 2                 | 5                 | „What a Little Bit of Love Can Do” (2011) | Alan Kozlowski     |
| Sleeping Tapes | - data wydania: 28 stycznia 2015 - wydawnictwo: Squarespace - CD, download       | –                  | –                 | –                 | –                 |                                           |                    |

## Nagrody i nominacje
| Rok  | Nagroda             | Kategoria                                        | Film                  | Rezultat  |
| ---- | ------------------- | ------------------------------------------------ | --------------------- | --------- |
| 1972 | Oscar               | Najlepszy aktor drugoplanowy                     | Ostatni seans filmowy | Nominacja |
| 1975 | Oscar               | Najlepszy aktor drugoplanowy                     | Piorun i Lekka Stopa  | Nominacja |
| 1985 | Oscar               | Najlepszy aktor pierwszoplanowy                  | Gwiezdny przybysz     | Nominacja |
| 1985 | Złoty Glob          | Najlepszy aktor w filmie dramatycznym            | Gwiezdny przybysz     | Nominacja |
| 1985 | Saturn              | Najlepszy aktor                                  | Gwiezdny przybysz     | Wygrana   |
| 1992 | Złoty Glob          | Najlepszy aktor w filmie komediowym lub musicalu | Fisher King           | Nominacja |
| 1992 | Saturn              | Najlepszy aktor                                  | Fisher King           | Nominacja |
| 1994 | Saturn              | Najlepszy aktor                                  | Zaginiona bez śladu   | Nominacja |
| 2001 | Oscar               | Najlepszy aktor drugoplanowy                     | Ukryta prawda         | Nominacja |
| 2001 | Złoty Glob          | Najlepszy aktor drugoplanowy                     | Ukryta prawda         | Nominacja |
| 2010 | Oscar               | Najlepszy aktor pierwszoplanowy                  | Szalone serce         | Wygrana   |
| 2010 | Złoty Glob          | Najlepszy aktor w filmie dramatycznym            | Szalone serce         | Wygrana   |
| 2017 | Oscar               | Najlepszy aktor drugoplanowy                     | Aż do piekła          | Nominacja |
| 2017 | Złoty Glob          | Najlepszy aktor drugoplanowy                     | Aż do piekła          | Nominacja |
| 2017 | BAFTA               | Najlepszy aktor drugoplanowy                     | Aż do piekła          | Nominacja |
| 2017 | Screen Actors Guild | Wybitny występ aktora w roli drugoplanowej       | Aż do piekła          | Nominacja |
| 2017 | Nagroda Satelita    | Najlepszy aktor drugoplanowy                     | Aż do piekła          | Nominacja |